# Jean Vinay
Jean Vinay est un peintre français né le 2 février 1907 à Saint-Marcellin, en Dauphiné et décédé le 23 août 1978 à L'Albenc. 

## Biographie
Après des études secondaires, il se passionne pour l'art. Dès 1933, il s'établit dans Paris, à Montmartre et décide de devenir peintre. Il travaille avec acharnement, se formant principalement dans les musées.
Dès le début de l'occupation allemande, il se rend à Alger chez un ami d’enfance et rencontre Albert Marquet qui lui prête son atelier.
De retour à Paris en 1946, le succès se dessine très rapidement. Sa personnalité s'affirme. Il côtoie de nombreux peintres qui deviennent ses amis, expose dans plusieurs grandes galeries et participe aux plus importantes manifestations artistiques.
Il devient vite un grand nom de la peinture et sera reconnu par tous comme étant « Le peintre de Paris ».
Sa réputation franchit les frontières et une grande partie de sa production est vendue à l'étranger. Il est accueilli par les Musées et dans les grandes collections.
Il repose depuis 1978 à L'Albenc où il vécut près de sa mère en partageant sa vie entre cette commune iséroise et Paris. Une importante donation au département de l'Isère a donné naissance au Musée Jean Vinay, qui ouvrait ses portes en 1979 à Saint-Antoine-l'Abbaye.

## Ses expositions

### Principales expositions personnelles
- 1942	Paris - Galerie Raspail 	Alger - Galerie Hotchkiss
- 1943	Oran - Galerie Pozzallo 	Alger - Galerie La Pompadour
- 1944	Casablanca - Galerie Derche	Oran - Galerie Colline  	Alger - Galerie Charlet
- 1945	Casablanca - Galerie Derche	Rabat - Galerie La Boutique d’Art	Londres - Royal Water Colour Society’s Gallery
- 1946	Paris - Galerie Raspail
- 1947	Casablanca - Galerie Derche	Oran - Galerie Colline
- 1948	Paris - Galerie Durand Ruel
- 1949	Paris - Galerie Paulette Dubois 	Londres - Galerie Adams 	Lyon - Galerie des Jacobins
- 1950	Paris - Galerie du Bac  	New York - Wally Findlay Galleries
- 1951	Grenoble - Galerie Repelin-Perriot
- 1952	Lyon - Galerie des Jacobins	Bourges - Galerie Jacquet	Vals les Bains - Galerie Robert  	Valence - Galerie Bost (de 1952 à 1969)
- 1953	Lyon - Galerie des Jacobins 	Vals les Bains - Galerie Robert
- 1954	Paris - Galerie La Boétie	Paris - Galerie Bruno Bassano
- 1957	Paris - Galerie René Drouet	Paris - Galerie Vendôme
- 1958	Londres - Galerie Adams 	Lyon - Galerie Malaval
- 1959	Lyon - Galerie Malaval  	Grenoble - Galerie Gambetta
- 1960	Londres - Galerie Adams 	Lyon - Galerie Malaval
- 1961	Lyon - Galerie Malaval	Londres - Galerie Adams
- 1963	Neuchâtel Suisse - Musée d’Art et d’Histoire	Lyon - Galerie Verrière Le Griffon	Aubenas - Château d’Aubenas
- 1964	New-York, Chicago, Palm Beach  -  Galerie Findlay : 3 expositions
- 1965	Paris - Galerie Famar	New York, Chicago, Palm Beach  - Galerie Findlay : 3 expositions   Aubenas - Château d’Aubenas         Vichy - Galerie Sévigné
- 1966	New-York, Chicago, Palm Beach  - Galerie Findlay : 3 expositions
- 1967	Paris - Galerie Drouet
- 1968	Grenoble - Galerie Hébert
- 1969	Vichy - Galerie Sévigné
- 1970	Paris - Galerie Drouet
- 1972	Paris - Galerie Drouet
- 1973	Bourg en Bresse - Atelier 22
- 1974	Grenoble Galerie Vaujany
- 1976	Saint-Antoine l’Abbaye - Exposition rétrospective
- 1978	Moras - Exposition rétrospective
- 1980	Paris - Galerie Drouet

### Principaux musées
- Musée national d'Art moderne à Paris[2]
- Musée d’Art Moderne de la ville de Paris
- Musée de la Tate Gallery à Londres
- Musée d'art Bridgestone à Tokyo
- Musée The art Gallery d’Aberdeen Écosse
- Musée d’Alger
- Musée d’Arcachon
- Musée Chérifien
- Musée Collection Desnoyer à Saint-Cyprien
- Musée de Grenoble
- Musée d’Honfleur
- Musée de Lyon
- Musée de Saint-Denis
- Musée d'art moderne et contemporain de Saint-Étienne[3]
- Musée de Trouville
- Musée de Villeneuve sur Lot

### Salons parisiens
- Salon d'automne
- Salon des Peintres Témoins de leur Temps
- Salon Comparaisons
- Salon du Dessin et de la Peinture à l’Eau
- Salon des Surindépendants
- Salon des Tuileries
- Salon de Mai
- Salon des indépendants
- Salon Terres Latines
- Salon des Grands et des Jeunes d’Aujourd’hui
- Salon de l’Art Libre